# Canton d'Istres-Nord
Le canton d'Istres-Nord est une ancienne division administrative française située dans le département des Bouches-du-Rhône, dans l'arrondissement d'Istres.
Il est supprimé à la suite du redécoupage cantonal de 2014.

## Histoire
Le canton d'Istres-Nord est créé en 1991 par scission du Canton d'Istres.

## Administration
| Période | Période | Identité           | Étiquette    | Qualité                                                                                     |
| ------- | ------- | ------------------ | ------------ | ------------------------------------------------------------------------------------------- |
| 1991    | 1994    | Louis Francioli    | UDF          | Chirurgien-dentiste à Vitrolles                                                             |
| 1994    | 2001    | Georges Thorrand   | PCF          | Instituteur, syndicaliste Maire de Miramas (1978-1989) puis (1995-2001) Conseiller régional |
| 2001    | 2008    | Louis Francioli    | UDF puis UMP | Chirurgien-dentiste à Vitrolles                                                             |
| 2008    | 2015    | Frédéric Vigouroux | PS           | Fonctionnaire Maire de Miramas depuis 2008 Suppléant du député Michel Vauzelle (2012-2017)  |

## Composition
Le canton d'Istres-Nord se composait d’une fraction de la commune de Istres et d'une autre commune. Il comptait 36 203 habitants (population municipale) au 1er janvier 2012.
| Nom                | Code Insee | Intercommunalité                   | Population (dernière pop. légale)               |
| ------------------ | ---------- | ---------------------------------- | ----------------------------------------------- |
| Istres (chef-lieu) | 13047      | Métropole d'Aix-Marseille-Provence | Fraction : 11 139(2012) Commune : 42 925 (2016) |
| Miramas            | 13063      | Métropole d'Aix-Marseille-Provence | 25 756 (2016)                                   |

Quartiers d'Istres inclus dans le canton (11 354 habitants) :
- Entressen
- Le Tubé
- Bellon
- Gouin
- Pujeade
- Bayanne
- Boucasson

## Démographie
| 1999   | 2006   | 2011   | 2012   |
| ------ | ------ | ------ | ------ |
| 32 274 | 35 078 | 36 619 | 36 203 |